# Trionychidae
I Trionichidi (Trionychidae Fitzinger, 1826), o tartarughe dal guscio molle, sono una famiglia di rettili dell'ordine dei Testudinati. A questa famiglia appartengono alcune tra le tartarughe d'acqua dolce più grandi del mondo, sebbene molte specie si siano adattate anche a vivere in acque estremamente salmastre.

## Descrizione

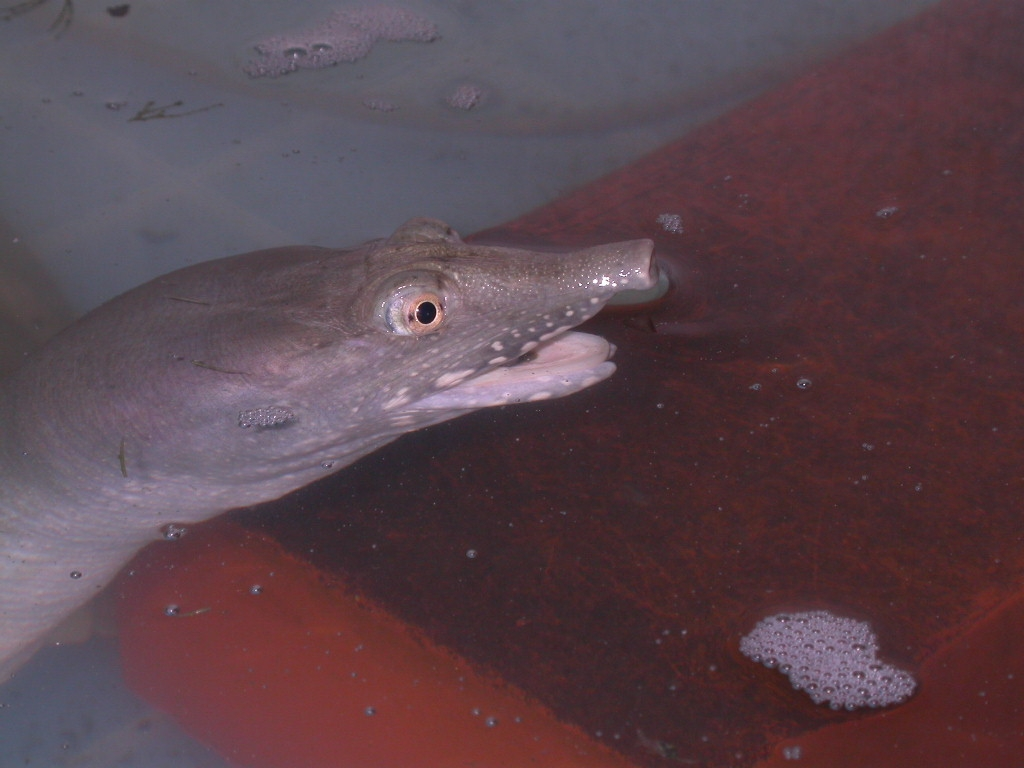
Testa e collo di Pelodiscus sinensis.

Le tartarughe dal guscio molle sono diverse dalle altre tartarughe proprio perché i loro gusci sono ricoperti da uno strato di pelle coriacea invece che da squame cornee. Tale guscio è piatto e quasi circolare, ed è per questo che a volte sono chiamate anche «tartarughe frittelle». Le mandibole sono nascoste da labbra carnose ed il muso sporge in una proboscide simile ad un tubo. Il quarto e quinto dito sono allungati, privi di artigli e palmati in modo da formare delle spatole.
Le tartarughe dal guscio molle vivono in molte parti dell'Africa, dell'Asia e dell'America. In parecchie zone d'Europa sono stati invece ritrovati dei fossili del genere Trionyx. Comunque, l'unica specie attuale di questo genere, la tartaruga dal guscio molle africana, è ancora diffusa in Africa e Medio Oriente. Una specie, la tartaruga dal guscio molle spinosa, è diffusa nell'America settentrionale, dal San Lorenzo alle Montagne Rocciose. Ha il limite frontale del guscio cosparso di morbidi tubercoli spinosi; la parte superiore del guscio, che raggiunge la lunghezza di 40 cm, è verde-grigiastra con molte macchie scure, spesso disposte in piccoli cerchi. Invece, la suddetta tartaruga dal guscio molle africana è diffusa dalla Palestina al Congo e il suo guscio è lungo fino a 60 cm. Inoltre, alcune tartarughe dal guscio molle africane ed asiatiche hanno dei lembi ripiegati a ciascuna estremità del piastrone, nella parte inferiore del guscio, che richiudono completamente quando la testa e gli arti vengono ritirati. Comunque, la specie più grossa è la tartaruga dal guscio molle dalla testa sottile che è diffusa dall'India settentrionale alla Malaysia. Il suo guscio, infatti, supera 1,20 m di lunghezza.

## Biologia

### Ecologia

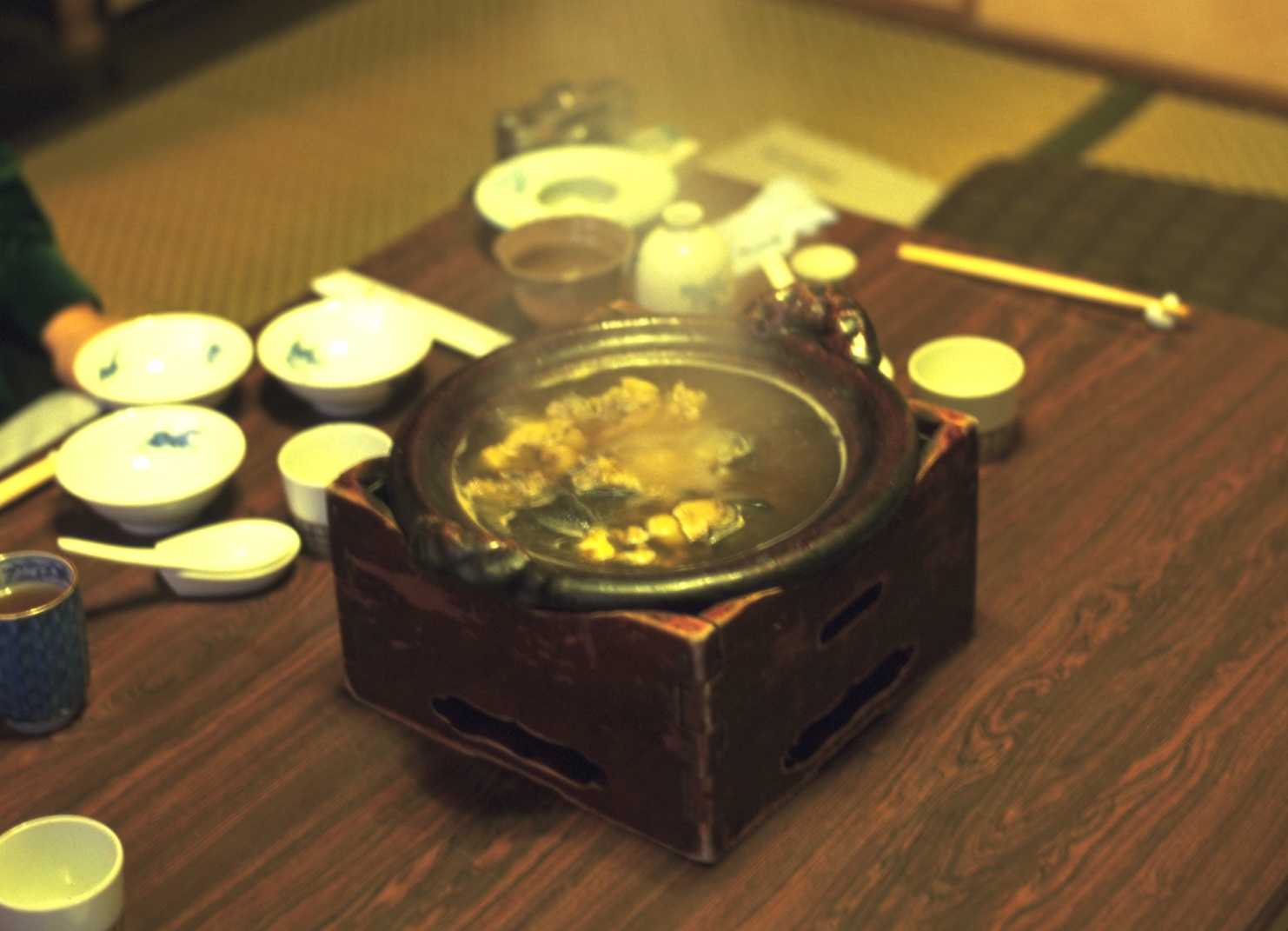
Zuppa giapponese di tartaruga dal guscio molle.

Le tartarughe dal guscio molle vivono in genere in acqua dolce, ma sembra che siano in grado di vivere anche sulla riva. Inoltre, sono animali estremamente attivi, forse per la leggerezza del loro guscio. Infatti, si dice che nuotino ad una velocità di 15 km/h e che un uomo possa essere da esse superato sul terreno. Occorre però essere cauti nei loro riguardi, poiché possono mordere di sorpresa causando anche brutte ferite; ma la tartaruga dal guscio molle dalla testa sottile, che attacca come un serpente, non fa altro che colpire col muso il suo avversario. Sebbene siano capaci di improvvisi accessi d'attività, le tartarughe dal guscio molle passano la maggior parte del tempo quasi del tutto immerse sul fondo fangoso dei laghi e dei fiumi. Esse possono restare a lungo nell'acqua, e si comprende che siano in grado di farlo, poiché allungano il collo finché le narici tubulari raggiungono la superficie per aspirarvi l'aria, a guisa quasi di periscopio di sommergibile. Ma possono rimanere immerse grazie anche ad un ben altro procedimento per respirare: servendosi cioè sia della bocca che della cloaca come branchie e ricavando così l'ossigeno dal flusso d'acqua.

### Alimentazione
Come altre tartarughe d'acqua dolce carnivore, le tartarughe dal guscio molle si nutrono in genere di una grande varietà di cibo, compresi piante, carogne ed animali vivi. Invece, la tartaruga dal guscio molle spinosa si nutre soprattutto di gamberi d'acqua dolce e insetti acquatici, ma è dubbio che possa nuocere ai pescatori che si servono del tradizionale amo con esca, come qualcuno asserisce. Le mandibole di queste tartarughe sembrano fragili, ma non è che un'apparenza, poiché sono nascoste da labbra carnose: in realtà sono molto forti. Da notare che in alcune specie le mandibole mostrano un orlo molto tagliente, adatto alla cattura di pesci, mentre altre hanno mandibole con superfici che meglio si prestano a spezzettare i gusci dei molluschi.

### Riproduzione
Poco si sa sulle abitudini riproduttive delle tartarughe dal guscio molle. Nell'America del Nord i nidi vengono preparati in primavera o all'inizio dell'estate, quando le femmine lasciano l'acqua per scavare i nidi nel suolo. Questi nidi sono simili a quelli di molte altre tartarughe. Si tratta infatti di buche scavate a forma di fiasco, la cui profondità corrisponde al massimo sforzo che possa essere fatto dalle zampe della tartaruga, ossia ad una trentina di cm. In media, sono 10-25 uova, rotonde e bianche, che vengono deposte nel nido e ricoperte, ma non si sa quanto si protragga il periodo d'incubazione, anche se alcune uova non si schiudono fino alla primavera successiva.

## Rapporti con l'uomo
Alcune tartarughe dal guscio molle sono molto apprezzate come cibo, ma altre sono state rigorosamente protette in Asia per motivi religiosi. Infatti, per parecchi secoli i Musulmani hanno mantenuto una palude con Nilssonia gangetica ad Orissa, in India, ed un'altra, con Nilssonia formosa, esiste a Mandalay. Una terza collezione di tartarughe sacre si trova a Chittagong, in Bangladesh: si tratta di Nilssonia nigricans. Queste tartarughe sono spesso molto mansuete e, se chiamate, vengono anche a prendere il cibo dalla mano. Invece, in alcune parti dell'Africa, la tartaruga alata del Senegal, serve pressoché quale mezzo naturale di depurazione delle acque. Viene messa infatti nelle fonti perché vi mangi qualsiasi rifiuto che vi cada dentro.
Le tartarughe dal guscio molle sono state utilizzate come riferimento e ispirazione grafica in un episodio di Lo straordinario mondo di Gumball in cui viene esaltata anche la loro particolare aggressività.

## Tassonomia

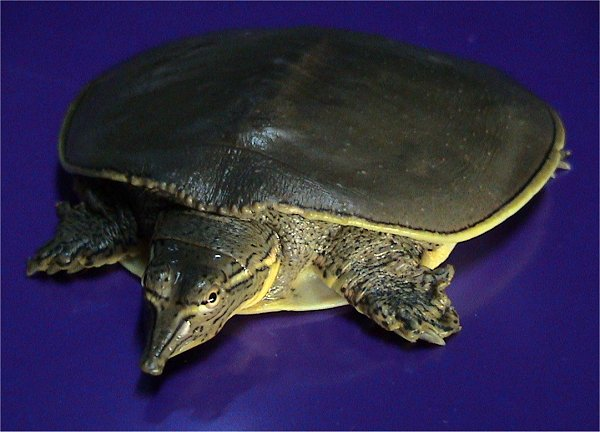
Apalone spinifera.

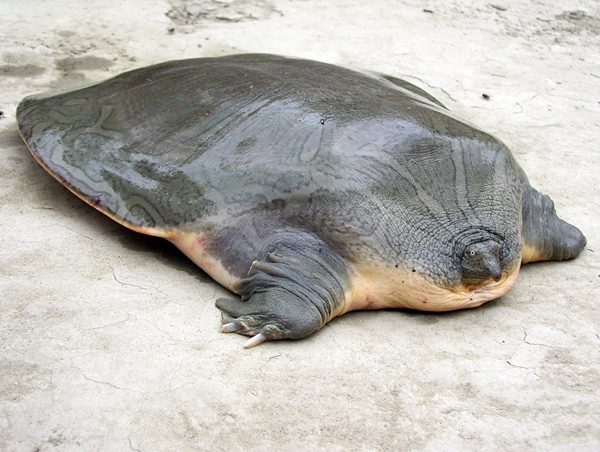
Chitra indica.

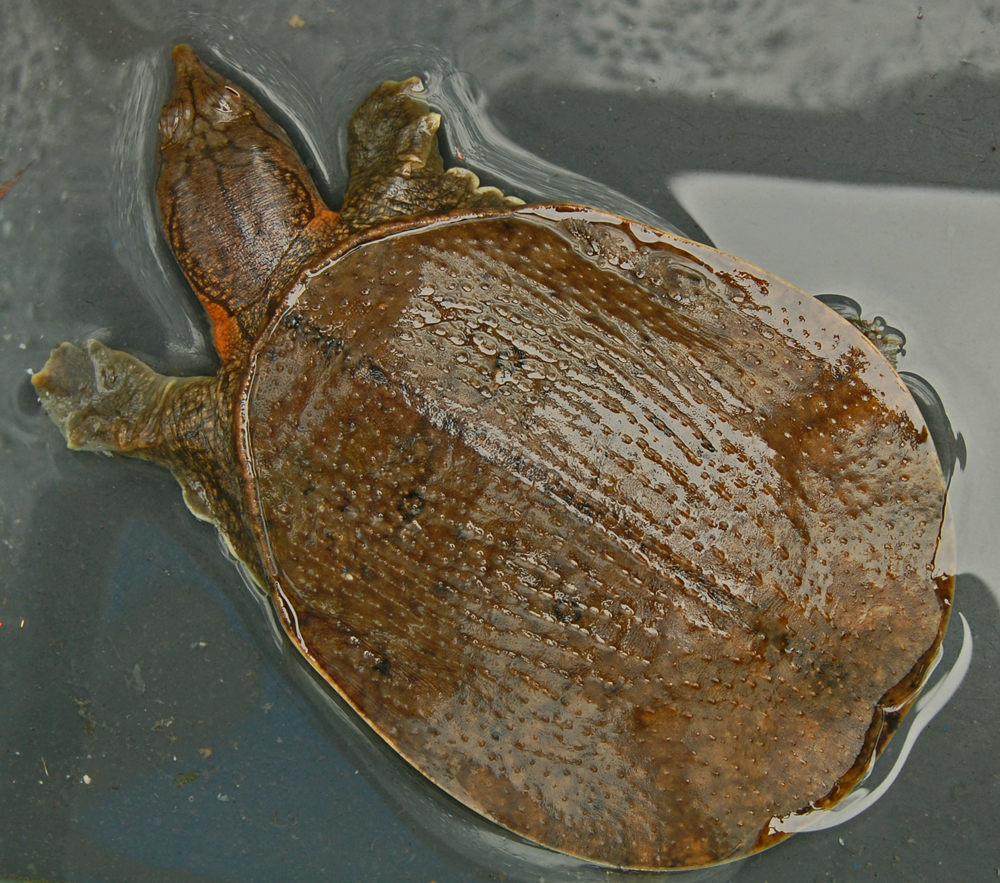
Dogania subplana.

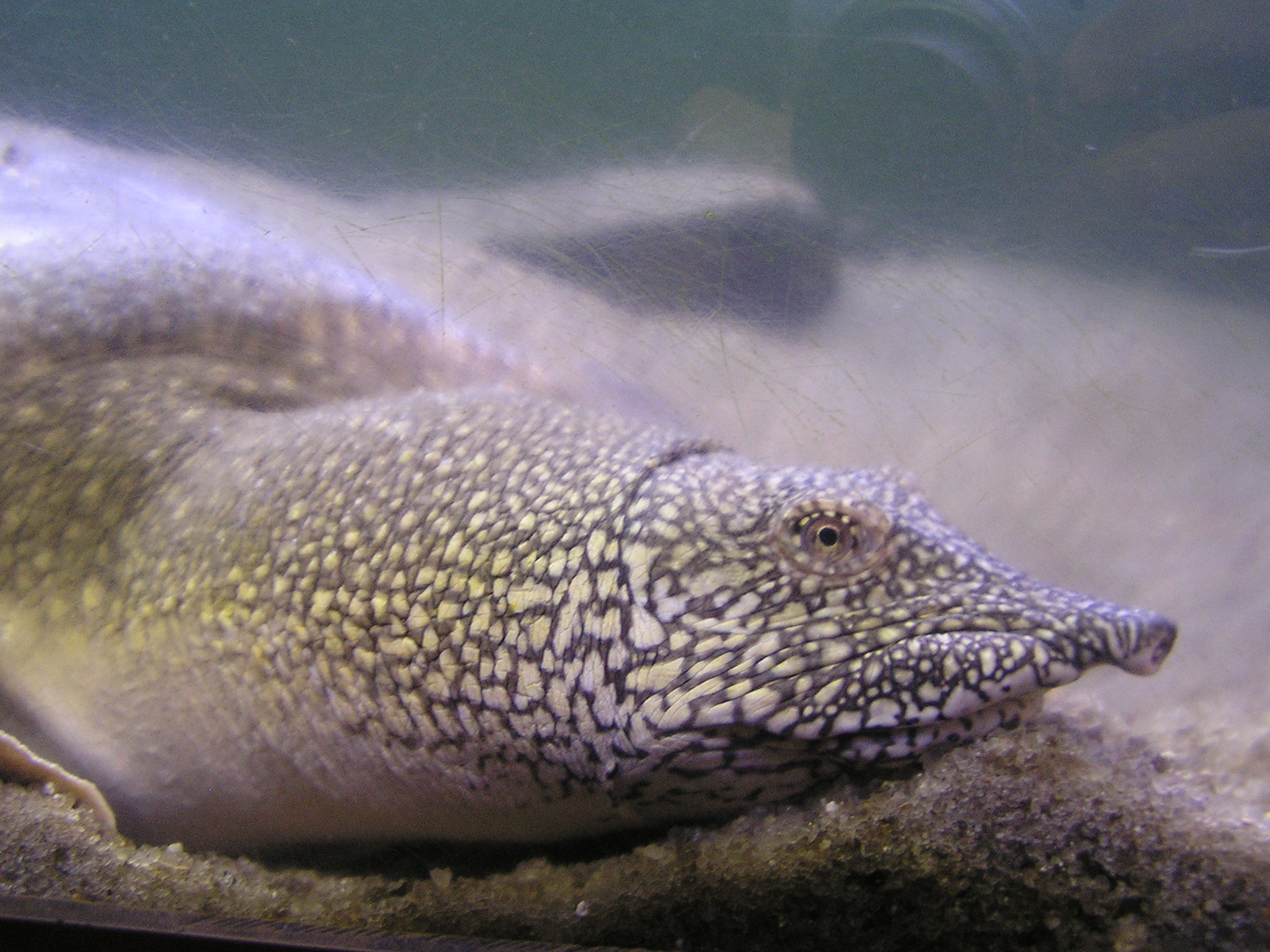
Trionyx triunguis.

La famiglia dei Trionichidi comprende 32 specie suddivise in 13 generi:
- Genere Amyda Geoffroy Saint-Hilaire, 1809
  - Amyda cartilaginea (Boddaert, 1770) - tartaruga guscio molle asiatica
  - Amyda ornata (Gray, 1861) -
- Genere Apalone Rafinesque, 1832
  - Apalone ferox (Schneider, 1783) - tartaruga guscio molle della Florida
  - Apalone mutica (Lesueur, 1827) - tartaruga guscio molle liscia
  - Apalone spinifera (Lesueur, 1827) - tartaruga guscio molle spinosa
- Genere Chitra Gray, 1844
  - Chitra chitra (Gray, 1831) - chitra asiatica
  - Chitra indica (Gray, 1831) - chitra indiana
  - Chitra vandijki Mccord & Pritchard, 2003 - chitra birmana
- Genere Cyclanorbis Gray, 1852
  - Cyclanorbis elegans (Gray, 1869) - tartaruga alata della Nubia
  - Cyclanorbis senegalensis (Duméril e Bibron, 1835) - tartaruga alata del Senegal
- Genere Cycloderma Peters, 1854
  - Cycloderma aubryi (Duméril, 1856) - tartaruga alata di Aubry
  - Cycloderma frenatum Peters, 1854 - tartaruga alata dello Zambesi
- Genere Dogania Gray, 1844
  - Dogania subplana (Geoffroy Saint-Hilaire, 1809) - tartaruga guscio molle della Malesia
- Genere Lissemys Smith, 1931
  - Lissemys ceylonensis (Gray, 1856) - tartaruga alata dello Sri Lanka
  - Lissemys punctata (Lacépède, 1788) - tartaruga alata indiana
  - Lissemys scutata (Peters, 1868) - tartaruga alata burmese
- Genere Nilssonia Gray, 1872
  - Nilssonia formosa (Gray, 1869) - tartaruga guscio molle pavonina del Myanmar
  - Nilssonia gangetica (Cuvier, 1825) - tartaruga guscio molle del Gange
  - Nilssonia hurum (Gray, 1831) - tartaruga guscio molle pavonina indiana
  - Nilssonia leithii (Gray, 1872) - tartaruga guscio molle di Leith
  - Nilssonia nigricans (Anderson, 1875) - tartaruga guscio molle nera
- Genere Palea Meylan, 1987
  - Palea steindachneri (Siebenrock, 1906) - tartaruga guscio molle di Steindachner
- Genere Pelochelys Gray, 1864
  - Pelochelys bibroni (Owen, 1853) - tartaruga guscio molle gigante della Nuova Guinea
  - Pelochelys cantorii Gray, 1864 - tartaruga guscio molle gigante di Cantor
  - Pelochelys signifera Webb, 2002 - tartaruga guscio molle gigante della Nuova Guinea settentrionale
- Genere Pelodiscus Fitzinger, 1835
  - Pelodiscus axenaria (Zhou, Zhang & Fang, 1991) - tartaruga guscio molle dell'Hunan
  - Pelodiscus maackii (Brandt, 1858) - tartaruga guscio molle del nord della Cina
  - Pelodiscus parviformis Tang, 1997 - tartaruga guscio molle cinese minore
  - Pelodiscus sinensis (Wiegmann, 1834) - tartaruga guscio molle cinese
- Genere Rafetus Gray, 1864
  - Rafetus euphraticus (Daudin, 1802) - tartaruga guscio molle dell'Eufrate
  - Rafetus swinhoei (Gray, 1873) - tartaruga guscio molle gigante dello Yangtze
- Genere Trionyx Geoffroy Saint-Hilaire, 1809
  - Trionyx triunguis (Forskål, 1775) - tartaruga guscio molle africana